# Gustavo Bolívar
Gustavo Bolívar (nascido em 16 de abril de 1985) é um futebolista colombiano que atua como meio-campista, joga no Deportes Tolima na Copa Mustang.

## Carreira
Bolivar fez parte do elenco da Seleção Colombiana de Futebol da Copa América de 2011.